# 2004–2005-ös UEFA-bajnokok ligája (selejtezők)
A 2004–2005-ös UEFA-bajnokok ligája selejtezőit három fordulóban bonyolították le 2004. július 13. és augusztus 25. között. A selejtezőben 56 csapat vett részt.

## 1. selejtezőkör
Az 1. selejtezőkör párosításainak győztesei a 2. selejtezőkörbe jutottak, a vesztesek kiestek.

### Párosítások
| 1. csapat        | Össz.Tooltip Aggregate score | 2. csapat     | 1. mérk. | 2. mérk. |
| ---------------- | ---------------------------- | ------------- | -------- | -------- |
| KR Reykjavík     | 2–2 (i.g.)                   | Shelbourne    | 2–2      | 0–0      |
| Skonto           | 7–1                          | Rhyl FC       | 4–0      | 3–1      |
| Flora            | 3–7                          | ND Gorica     | 2–4      | 1–3      |
| Linfield         | 0–2                          | HJK           | 0–1      | 0–1      |
| FK Pobeda        | 2–4                          | Pjunik        | 1–3      | 1–1      |
| Sheriff Tiraspol | 2–1                          | Jeunesse Esch | 2–0      | 0–1      |
| WIT Georgia      | 5–3                          | HB Tórshavn   | 5–0      | 0–3      |
| Sliema Wanderers | 1–6                          | FBK Kaunas    | 0–2      | 1–4      |
| Široki Brijeg    | 2–2 (i.g.)                   | Neftçi        | 2–1      | 0–1      |
| FK Homel         | 1–2                          | KF Tirana     | 0–2      | 1–0      |

### 1. mérkőzések
Az időpontok közép-európai nyári idő szerint értendők.
| 2004. július 13. 18:00 |

| Sliema Wanderers | 0–2               | FBK Kaunas                 |
| ---------------- | ----------------- | -------------------------- |
|                  | (0–0) Jegyzőkönyv | Žutautas 55' Sanajevas 77' |

| Nemzeti Stadion, Ta’ Qali Játékvezető: Adrian McCourt (északír) |

| 2004. július 13. 20:00 |

| FK Pobeda    | 1–3               | Pjunik                                   |
| ------------ | ----------------- | ---------------------------------------- |
| Gešovski 80' | (0–3) Jegyzőkönyv | Manucharyan 15' 41' Zh. Hovhannisyan 26' |

| Philip II Arena, Szkopje Játékvezető: Damir Skomina (szlovén) |

| 2004. július 13. 20:15 |

| Široki Brijeg        | 2–1               | Neftçi        |
| -------------------- | ----------------- | ------------- |
| Taby 67' Juričić 75' | (0–0) Jegyzőkönyv | Tagizade 90+' |

| Stadion Pecara, Široki Brijeg Játékvezető: Mirosław Ryszka (lengyel) |

| 2004. július 14. 15:00 |

| WIT Georgia                                                                       | 5–0               | HB Tórshavn |
| --------------------------------------------------------------------------------- | ----------------- | ----------- |
| Gochashvili 20' Martsvaladze 32' Dighmelashvili 43' İntskirveli 47' Ebanoidze 57' | (3–0) Jegyzőkönyv |             |

| Boris Paichadze National Stadium, Tbiliszi Játékvezető: Costas Theodotou (ciprusi) |

| 2004. július 14. 17:00 |

| FK Homel | 0–2               | KF Tirana            |
| -------- | ----------------- | -------------------- |
|          | (0–0) Jegyzőkönyv | Muka 75' Fortuzi 89' |

| Központi stadion, Homel Játékvezető: Brage Sandmoen (norvég) |

| 2004. július 14. 17:30 |

| Skonto                                    | 4–0               | Rhyl FC |
| ----------------------------------------- | ----------------- | ------- |
| Miholaps 10' 56' Dedura 65' Višņakovs 78' | (1–0) Jegyzőkönyv |         |

| Skonto stadion, Riga Játékvezető: Ben Haverkort (holland) |

| 2004. július 14. 18:00 |

| Flora                   | 2–4               | ND Gorica                                  |
| ----------------------- | ----------------- | ------------------------------------------ |
| Zahovaiko 81' Post 90+' | (0–1) Jegyzőkönyv | Srebrnič 30' Kršić 73' Rodić 75' Panič 90' |

| Lilleküla Stadium, Tallinn Játékvezető: Craig Thomson (skót) |

| 2004. július 14. 19:00 |

| Sheriff Tiraspol            | 2–0               | Jeunesse Esch |
| --------------------------- | ----------------- | ------------- |
| Priganiuc 32' Kuznetsov 67' | (1–0) Jegyzőkönyv |               |

| Sheriff Stadium, Tiraspol Játékvezető: Megyebíró János (magyar) |

| 2004. július 14. 20:45 |

| Linfield | 0–1               | HJK         |
| -------- | ----------------- | ----------- |
|          | (0–0) Jegyzőkönyv | Kottila 76' |

| Windsor Park, Belfast Játékvezető: Stefan Johannesson (svéd) |

| 2004. július 14. 22:00 |

| KR Reykjavík                   | 2–2               | Shelbourne                       |
| ------------------------------ | ----------------- | -------------------------------- |
| Sigurgeirsson 47' Ólafsson 54' | (0–0) Jegyzőkönyv | Moore 83' Sigurðsson 86' (öngól) |

| Laugardalsvöllur, Reykjavík Játékvezető: Peter Vervecken (belga) |

### 2. mérkőzések
| 2004. július 21. 16:00 |

| Neftçi      | 1–0               | Široki Brijeg |
| ----------- | ----------------- | ------------- |
| Quliyev 80' | (0–0) Jegyzőkönyv |               |

| Tofiq Bahramov Stadium, Baku Játékvezető: Richard Havrilla (szlovák) |

| 2004. július 21. 18:00 |

| Pjunik           | 1–1               | FK Pobeda       |
| ---------------- | ----------------- | --------------- |
| G. Petrosyan 77' | (0–1) Jegyzőkönyv | Dimitrovski 21' |

| Republican Stadium, Jereván Játékvezető: Guido Wildhaber (svájci) |

| 2004. július 21. 18:00 |

| Jeunesse Esch | 1–0               | Sheriff Tiraspol |
| ------------- | ----------------- | ---------------- |
| Cardoni 61'   | (0–0) Jegyzőkönyv |                  |

| Stade de la Frontière, Esch-sur-Alzette Játékvezető: Draženko Kovačić (horvát) |

| 2004. július 21. 18:00 |

| FBK Kaunas                                              | 4–1               | Sliema Wanderers |
| ------------------------------------------------------- | ----------------- | ---------------- |
| Gedgaudas 28' Sanajevas 43' Mikoliūnas 53' Žaliūkas 90' | (2–0) Jegyzőkönyv | M. Mifsud 71'    |

| Darius and Girėnas Stadium, Kaunas Játékvezető: Radek Matějek (cseh) |

| 2004. július 21. 18:00 |

| KF Tirana | 0–1               | FK Homel     |
| --------- | ----------------- | ------------ |
|           | (0–1) Jegyzőkönyv | Bliznyuk 38' |

| Qemal Stafa Stadium, Tirana Játékvezető: Ionică Serea (román) |

| 2004. július 21. 18:00 |

| HJK         | 1–0               | Linfield |
| ----------- | ----------------- | -------- |
| Kottila 27' | (1–0) Jegyzőkönyv |          |

| ISS Stadion, Vantaa Játékvezető: Serhiy Berezka (ukrán) |

| 2004. július 21. 20:00 |

| Rhyl FC       | 1–3               | Skonto                      |
| ------------- | ----------------- | --------------------------- |
| G. Powell 50' | (0–1) Jegyzőkönyv | Dedura 45' Miholaps 80' 88' |

| Belle Vue, Rhyl Játékvezető: Wolfgang Sowa (osztrák) |

| 2004. július 21. 20:00 |

| HB Tórshavn                                 | 3–0               | WIT Georgia |
| ------------------------------------------- | ----------------- | ----------- |
| Thorsteinsson 66' Jespersen 69' Eliasen 88' | (0–0) Jegyzőkönyv |             |

| Tórsvøllur, Tórshavn Játékvezető: Ian Stokes (ír) |

| 2004. július 21. 20:15 |

| ND Gorica                          | 3–1               | Flora         |
| ---------------------------------- | ----------------- | ------------- |
| Kokot 17' (11-esből) Šturm 50' 52' | (1–0) Jegyzőkönyv | Zahovaiko 68' |

| Nova Gorica Sports Park, Nova Gorica Játékvezető: Christoforos Zografos (görög) |

| 2004. július 21. 20:45 |

| Shelbourne | 0–0         | KR Reykjavík |
| ---------- | ----------- | ------------ |
|            | Jegyzőkönyv |              |

| Tolka Park, Dublin Játékvezető: Michael Svendsen (dán) |

## 2. selejtezőkör
A 2. selejtezőkör párosításainak győztesei a 3. selejtezőkörbe jutottak, a vesztesek kiestek.

### Párosítások
| 1. csapat      | Össz.Tooltip Aggregate score | 2. csapat         | 1. mérk. | 2. mérk. |
| -------------- | ---------------------------- | ----------------- | -------- | -------- |
| Pjunik         | 1–4                          | Sahtar Doneck     | 1–3      | 0–1      |
| APÓEL          | 3–4                          | Sparta Praha      | 2–2      | 1–2      |
| Rosenborg      | 4–1                          | Sheriff Tiraspol  | 2–1      | 2–0      |
| Young Boys     | 2–5                          | Crvena zvezda     | 2–2      | 0–3      |
| ND Gorica      | 6–2                          | FC København      | 1–2      | 5–0      |
| Neftçi         | 0–2                          | CSZKA Moszkva     | 0–0      | 0–2      |
| MŠK Žilina     | 0–2                          | Dinamo București  | 0–1      | 0–1      |
| HJK            | 0–1                          | Makkabi Tel-Aviv  | 0–0      | 0–1      |
| Skonto         | 1–4                          | Trabzonspor       | 1–1      | 0–3      |
| Club Brugge    | 6–0                          | Lokomotiv Plovdiv | 2–0      | 4–0      |
| KF Tirana      | 3–3 (i.g.)                   | Ferencvárosi TC   | 2–3      | 1–0      |
| Hajduk Split   | 3–4                          | Shelbourne        | 3–2      | 0–2      |
| Djurgårdens IF | 2–0                          | FBK Kaunas        | 0–0      | 2–0      |
| WIT Georgia    | 2–11                         | Wisła Kraków      | 2–8      | 0–3      |

### 1. mérkőzések
| 2004. július 27. 15:00 |

| WIT Georgia                | 2–8               | Wisła Kraków                                               |
| -------------------------- | ----------------- | ---------------------------------------------------------- |
| Kobiashvili 13' Adamia 51' | (1–4) Jegyzőkönyv | Frankowski 4' 5' 26' 51' Gorawski 24' Żurawski 58' 67' 76' |

| Boris Paichadze National Stadium, Tbilisi Játékvezető: Per Ivar Staberg (norvég) |

| 2004. július 27. 16:00 |

| Neftçi | 0–0         | CSZKA Moszkva |
| ------ | ----------- | ------------- |
|        | Jegyzőkönyv |               |

| Tofiq Bahramov Stadium, Baku Nézőszám: 29 500 Játékvezető: Asaf Kenan (izraeli) |

| 2004. július 27. 18:00 |

| Pjunik       | 1–3               | Sahtar Doneck               |
| ------------ | ----------------- | --------------------------- |
| Nazaryan 49' | (0–1) Jegyzőkönyv | Marica 30' 74' Aghahowa 86' |

| Republican Stadium, Jereván Játékvezető: Georgios Douros (görög) |

| 2004. július 27. 18:00 |

| HJK | 0–0         | Makkabi Tel-Aviv |
| --- | ----------- | ---------------- |
|     | Jegyzőkönyv |                  |

| ISS Stadion, Vantaa Játékvezető: Alexey Tiumin (orosz) |

| 2004. július 27. 18:00 |

| KF Tirana    | 2–3               | Ferencvárosi TC                                |
| ------------ | ----------------- | ---------------------------------------------- |
| Muka 58' 68' | (0–1) Jegyzőkönyv | Huszti 41' (11-esből) 90+' Hajdari 88' (öngól) |

| Qemal Stafa Stadium, Tirana Játékvezető: Bülent Demirlek (török) |

| 2004. július 27. 20:15 |

| ND Gorica | 1–2               | FC København          |
| --------- | ----------------- | --------------------- |
| Rodić 57' | (0–1) Jegyzőkönyv | Álvaro 44' Møller 77' |

| Nova Gorica Sports Park, Nova Gorica Játékvezető: David Malcolm (északír) |

| 2004. július 28. 19:00 |

| APÓEL                           | 2–2               | Sparta Praha          |
| ------------------------------- | ----------------- | --------------------- |
| Alexandrou 6' Charalambidis 47' | (1–0) Jegyzőkönyv | Pacanda 82' Sivok 89' |

| GSZP Stadion, Nicosia Nézőszám: 11 006 Játékvezető: Alberto Undiano Mallenco (spanyol) |

| 2004. július 28. 19:30 |

| Skonto      | 1–1               | Trabzonspor       |
| ----------- | ----------------- | ----------------- |
| Kalniņš 67' | (0–0) Jegyzőkönyv | Mehmet Yılmaz 86' |

| Skonto stadion, Riga Játékvezető: Knut Kircher (német) |

| 2004. július 28. 20:00 |

| MŠK Žilina | 0–1               | Dinamo București |
| ---------- | ----------------- | ---------------- |
|            | (0–0) Jegyzőkönyv | Dănciulescu 89'  |

| Štadión pod Dubňom, Zsolna Játékvezető: Selçuk Dereli (török) |

| 2004. július 28. 20:15 |

| Young Boys               | 2–2               | Crvena zvezda |
| ------------------------ | ----------------- | ------------- |
| Chapuisat 6' Eugster 65' | (1–0) Jegyzőkönyv | Žigić 79' 88' |

| Hardturm, Zürich Játékvezető: Pieter Vink (holland) |

| 2004. július 28. 20:30 |

| Club Brugge     | 2–0               | Lokomotiv Plovdiv |
| --------------- | ----------------- | ----------------- |
| Balaban 71' 88' | (0–0) Jegyzőkönyv |                   |

| Jan Breydel Stadium, Brugge Játékvezető: Duarte Gomes (portugál) |

| 2004. július 28. 20:30 |

| Hajduk Split              | 3–2               | Shelbourne               |
| ------------------------- | ----------------- | ------------------------ |
| Blatnjak 18' 85' Šuto 48' | (1–1) Jegyzőkönyv | Fitzpatrick 5' Moore 89' |

| Stadion Poljud, Split Játékvezető: Kassai Viktor (magyar) |

| 2004. július 28. 20:45 |

| Rosenborg                 | 2–1               | Sheriff Tiraspol |
| ------------------------- | ----------------- | ---------------- |
| F. Johnsen 24' George 85' | (1–1) Jegyzőkönyv | Cociş 34'        |

| Lerkendal Stadion, Trondheim Játékvezető: Andrejs Sipailo (lett) |

| 2004. július 28. 20:45 |

| Djurgårdens IF | 0–0         | FBK Kaunas |
| -------------- | ----------- | ---------- |
|                | Jegyzőkönyv |            |

| Råsunda Stadion, Stockholm Játékvezető: Cristian Balaj (román) |

### 2. mérkőzések
| 2004. augusztus 4. 18:00 |

| Sahtar Doneck | 1–0               | Pjunik |
| ------------- | ----------------- | ------ |
| Hübschman 31' | (1–0) Jegyzőkönyv |        |

| Shakhtar Stadium, Doneck Játékvezető: Tony Asumaa (finn) |

| 2004. augusztus 4. 18:00 |

| CSZKA Moszkva              | 2–0               | Neftçi |
| -------------------------- | ----------------- | ------ |
| Guszev 68' Vágner Love 72' | (0–0) Jegyzőkönyv |        |

| Dynamo Stadium, Moszkva Nézőszám: 10 000 Játékvezető: Daniel Stålhammar (svéd) |

| 2004. augusztus 4. 18:00 |

| Makkabi Tel-Aviv | 1–0               | HJK |
| ---------------- | ----------------- | --- |
| L. Cohen 88'     | (0–0) Jegyzőkönyv |     |

| Bloomfield Stadium, Tel-Aviv Játékvezető: Ivan Bebek (horvát) |

| 2004. augusztus 4. 18:30 |

| Trabzonspor                             | 3–0               | Skonto |
| --------------------------------------- | ----------------- | ------ |
| Yattara 57' Mehmet Yılmaz 65' Fatih 83' | (0–0) Jegyzőkönyv |        |

| Hüseyin Avni Aker Stadium, Trabzon Játékvezető: Serge Gumienny (belga) |

| 2004. augusztus 4. 19:00 |

| Sheriff Tiraspol | 0–2               | Rosenborg              |
| ---------------- | ----------------- | ---------------------- |
|                  | (0–2) Jegyzőkönyv | Berg 36' Brattbakk 40' |

| Sheriff Stadium, Tiraspol Játékvezető: René Rogalla (svájci) |

| 2004. augusztus 4. 20:00 |

| Sparta Praha             | 2–1               | APÓEL             |
| ------------------------ | ----------------- | ----------------- |
| Poborský 31' Pacanda 55' | (1–0) Jegyzőkönyv | Charalambidis 52' |

| Letná Stadium, Prága Nézőszám: 14 408 Játékvezető: Mike Riley (angol) |

| 2004. augusztus 4. 20:00 |

| FC København | 0–5               | ND Gorica                                |
| ------------ | ----------------- | ---------------------------------------- |
|              | (0–3) Jegyzőkönyv | Rodić 28' 52' Šturm 39' 77' Srebrnič 45' |

| Parken Stadion, Koppenhága Játékvezető: Gerald Lehner (osztrák) |

| 2004. augusztus 4. 20:00 |

| Dinamo București | 1–0               | MŠK Žilina |
| ---------------- | ----------------- | ---------- |
| Dănciulescu 19'  | (1–0) Jegyzőkönyv |            |

| Stadionul Naţional, Bukarest Játékvezető: Alan Kelly (ír) |

| 2004. augusztus 4. 20:00 |

| Lokomotiv Plovdiv | 0–4               | Club Brugge                          |
| ----------------- | ----------------- | ------------------------------------ |
|                   | (0–2) Jegyzőkönyv | Balaban 14' 44' Sæternes 74' Čeh 84' |

| Naftex Stadium, Burgasz Játékvezető: Matteo Trefoloni (olasz) |

| 2004. augusztus 4. 20:00 |

| Ferencvárosi TC | 0–1               | KF Tirana |
| --------------- | ----------------- | --------- |
|                 | (0–1) Jegyzőkönyv | Muka 13'  |

| Üllői úti stadion, Budapest Játékvezető: Charlie Richmond (skót) |

| 2004. augusztus 4. 20:00 |

| Shelbourne            | 2–0               | Hajduk Split |
| --------------------- | ----------------- | ------------ |
| Rogers 78' Moore 90+' | (0–0) Jegyzőkönyv |              |

| Tolka Park, Dublin Játékvezető: Stanislav Sukhina (orosz) |

| 2004. augusztus 4. 20:15 |

| Crvena zvezda                       | 3–0               | Young Boys |
| ----------------------------------- | ----------------- | ---------- |
| Miladinović 39' Dudić 49' Žigić 69' | (1–0) Jegyzőkönyv |            |

| Red Star Stadium, Belgrád Játékvezető: Damien Ledentu (francia) |

| 2004. augusztus 4. 20:15 |

| FBK Kaunas | 0–2               | Djurgårdens IF           |
| ---------- | ----------------- | ------------------------ |
|            | (0–1) Jegyzőkönyv | Johansson 25' Barsom 68' |

| Darius and Girėnas Stadium, Kaunas Játékvezető: Dragomir Tanović |

| 2004. augusztus 4. 20:15 |

| Wisła Kraków                      | 3–0               | WIT Georgia |
| --------------------------------- | ----------------- | ----------- |
| Kuźba 23' Omeonu 35' Gorawski 63' | (2–0) Jegyzőkönyv |             |

| Stadion Miejski, Krakkó Játékvezető: Novo Panić (bosznia-hercegovinai) |

## 3. selejtezőkör
A 3. selejtezőkör párosításainak győztesei a csoportkörbe jutottak, a vesztesek az UEFA-kupa első fordulójába kerültek.

### Párosítások
| 1. csapat        | Össz.Tooltip Aggregate score | 2. csapat           | 1. mérk. | 2. mérk.   |
| ---------------- | ---------------------------- | ------------------- | -------- | ---------- |
| Grazer AK        | 1–2                          | Liverpool FC        | 0–2      | 1–0        |
| Juventus         | 6–3                          | Djurgårdens IF      | 2–2      | 4–1        |
| Ferencvárosi TC  | 1–2                          | Sparta Praha        | 1–0      | 0–2 (h.u.) |
| Rosenborg        | 5–3                          | Makkabi Haifa       | 2–1      | 3–2 (h.u.) |
| Bayer Leverkusen | 6–2                          | Baník Ostrava       | 5–0      | 1–2        |
| CSZKA Moszkva    | 3–2                          | Rangers             | 2–1      | 1–1        |
| Sahtar Doneck    | 6–3                          | Club Brugge         | 4–1      | 2–2        |
| Dinamo Kijiv     | 3–2                          | Trabzonspor         | 1–2      | 2–0        |
| Crvena zvezda    | 3–7                          | PSV Eindhoven       | 3–2      | 0–5        |
| Dinamo București | 1–5                          | Manchester United   | 1–2      | 0–3        |
| FC Basel         | 2–5                          | Internazionale      | 1–1      | 1–4        |
| Benfica          | 1–3                          | Anderlecht          | 1–0      | 0–3        |
| Shelbourne       | 0–3                          | Deportivo La Coruña | 0–0      | 0–3        |
| PAÓK             | 0–4                          | Makkabi Tel-Aviv    | 0–3      | 0–1        |
| ND Gorica        | 0–9                          | AS Monaco           | 0–3      | 0–6        |
| Wisła Kraków     | 1–5                          | Real Madrid         | 0–2      | 1–3        |

1. ↑  A PAÓK–Makkabi Tel-Aviv mérkőzést eredetileg 2–1-re a Makkabi Tel-Aviv nyerte, de az UEFA jogosulatlan szereplés miatt a mérkőzést 3–0 arányban a PAÓK javára írta.[1]

### 1. mérkőzések
| 2004. augusztus 10. |

| Grazer AK | 0–2               | Liverpool FC    |
| --------- | ----------------- | --------------- |
|           | (0–1) Jegyzőkönyv | Gerrard 22' 78' |

| Stadion Graz-Liebenau, Graz Nézőszám: 15 000 Játékvezető: Alain Sars (francia) |

| 2004. augusztus 10. |

| Juventus                  | 2–2               | Djurgårdens IF                       |
| ------------------------- | ----------------- | ------------------------------------ |
| Trezeguet 50' Emerson 59' | (0–1) Jegyzőkönyv | Johansson 45+1' (11-esből) Hysén 49' |

| Stadio delle Alpi, Torino Játékvezető: Herbert Fandel (német) |

| 2004. augusztus 11. |

| Ferencvárosi TC | 1–0               | Sparta Praha |
| --------------- | ----------------- | ------------ |
| Vágner 26'      | (1–0) Jegyzőkönyv |              |

| Üllői úti stadion, Budapest Játékvezető: Florian Meyer (német) |

| 2004. augusztus 11. |

| Rosenborg             | 2–1               | Makkabi Haifa |
| --------------------- | ----------------- | ------------- |
| Brattbakk 1' Solli 8' | (2–1) Jegyzőkönyv | Rosso 45+2'   |

| Lerkendal Stadion, Trondheim Játékvezető: Konrad Plautz (osztrák) |

| 2004. augusztus 11. |

| Bayer Leverkusen                         | 5–0               | Baník Ostrava |
| ---------------------------------------- | ----------------- | ------------- |
| França 11' 67' 88' Juan 74' Berbatov 82' | (1–0) Jegyzőkönyv |               |

| BayArena, Leverkusen Játékvezető: Stuart Dougal (skót) |

| 2004. augusztus 10. |

| CSZKA Moszkva              | 2–1               | Rangers  |
| -------------------------- | ----------------- | -------- |
| Vágner Love 4' Jarošík 46' | (1–1) Jegyzőkönyv | Novo 37' |

| Lokomotiv Stadion, Moszkva Játékvezető: Jan Wegereef (holland) |

| 2004. augusztus 11. |

| Sahtar Doneck                                     | 4–1               | Club Brugge |
| ------------------------------------------------- | ----------------- | ----------- |
| Aghahowa 15' Marica 70' Vorobey 77' Brandão 90+1' | (1–0) Jegyzőkönyv | Balaban 50' |

| RSC Olimpiyskiy, Donetsk Játékvezető: Tom Henning Øvrebø (norvég) |

| 2004. augusztus 10. |

| Dinamo Kijiv     | 1–2               | Trabzonspor               |
| ---------------- | ----------------- | ------------------------- |
| Verpakovskis 21' | (1–1) Jegyzőkönyv | Karadeniz 34' Yattara 65' |

| Valerij Lobanovszkij Stadion, Kijev Játékvezető: Frank De Bleeckere (belga) |

| 2004. augusztus 11. |

| Crvena zvezda                       | 3–2               | PSV Eindhoven               |
| ----------------------------------- | ----------------- | --------------------------- |
| Dudić 20' Janković 39' Pantelić 59' | (2–1) Jegyzőkönyv | Park Ji-Sung 8' De Jong 65' |

| Red Star Stadium, Belgrád Játékvezető: Pierluigi Collina (olasz) |

| 2004. augusztus 11. |

| Dinamo București | 1–2               | Manchester United             |
| ---------------- | ----------------- | ----------------------------- |
| Dănciulescu 9'   | (1–1) Jegyzőkönyv | Giggs 37' Alistar 70' (öngól) |

| Stadionul Național, Bukarest Nézőszám: 68 000 Játékvezető: Paulo Costa (portugál) |

| 2004. augusztus 11. |

| FC Basel   | 1–1               | Internazionale |
| ---------- | ----------------- | -------------- |
| Huggel 25' | (1–1) Jegyzőkönyv | Adriano 19'    |

| St. Jakob-Park, Bázel Nézőszám: 29 500 Játékvezető: Graham Poll (angol) |

| 2004. augusztus 10. |

| Benfica     | 1–0               | Anderlecht |
| ----------- | ----------------- | ---------- |
| Zahovič 13' | (1–0) Jegyzőkönyv |            |

| Estádio da Luz, Lisszabon Játékvezető: Peter Fröjdfeldt (svéd) |

| 2004. augusztus 11. |

| Shelbourne | 0–0         | Deportivo La Coruña |
| ---------- | ----------- | ------------------- |
|            | Jegyzőkönyv |                     |

| Lansdowne Road, Dublin Nézőszám: 24 000 Játékvezető: Michal Beneš (cseh) |

| 2004. augusztus 10. |

| PAÓK         | 0–3 megállapított | Makkabi Tel-Aviv    |
| ------------ | ----------------- | ------------------- |
| Yiasoumi 50' | Jegyzőkönyv       | Addo 12' Mesika 42' |

| Toumba Stadium, Szaloniki Nézőszám: 28 000 Játékvezető: Arturo Daudén Ibáñez (spanyol) |

| 2004. augusztus 11. |

| ND Gorica | 0–3               | AS Monaco                   |
| --------- | ----------------- | --------------------------- |
|           | (0–1) Jegyzőkönyv | Kallon 9' 89' Chevantón 77' |

| Nova Gorica Sports Park, Nova Gorica Játékvezető: René Temmink (holland) |

| 2004. augusztus 11. |

| Wisła Kraków | 0–2               | Real Madrid       |
| ------------ | ----------------- | ----------------- |
|              | (0–0) Jegyzőkönyv | Morientes 72' 90' |

| Stadion Miejski, Krakkó Játékvezető: Massimo Busacca (svájci) |

### 2. mérkőzések
| 2004. augusztus 24. |

| Liverpool FC | 0–1               | Grazer AK |
| ------------ | ----------------- | --------- |
|              | (0–0) Jegyzőkönyv | Tokić 54' |

| Anfield, Liverpool Nézőszám: 42 950 Játékvezető: Luis Medina Cantalejo (spanyol) |

| 2004. augusztus 25. |

| Djurgårdens IF | 1–4               | Juventus                                   |
| -------------- | ----------------- | ------------------------------------------ |
| Arneng 19'     | (1–2) Jegyzőkönyv | Del Piero 10' Trezeguet 35' 87' Nedvěd 54' |

| Råsunda Stadion, Solna Játékvezető: Graham Poll (angol) |

| 2004. augusztus 25. |

| Sparta Praha              | 2–0 (h. u.)                 | Ferencvárosi TC |
| ------------------------- | --------------------------- | --------------- |
| Zelenka 45+3' Homola 114' | (1–0, 1–0, 1–0) Jegyzőkönyv |                 |

| Letná Stadium, Prága Játékvezető: Urs Meier (svájci) |

| 2004. augusztus 24. |

| Makkabi Haifa         | 2–3 (h. u.)                 | Rosenborg                             |
| --------------------- | --------------------------- | ------------------------------------- |
| Badir 31' Boccoli 38' | (2–0, 2–1, 2–2) Jegyzőkönyv | Brattbakk 90' Braaten 94' Berg 120+5' |

| Ramat Gan Stadion, Ramat Gan Játékvezető: Gilles Veissière (francia) |

| 2004. augusztus 25. |

| Baník Ostrava             | 2–1               | Bayer Leverkusen |
| ------------------------- | ----------------- | ---------------- |
| Papadopulos 38' Žůrek 82' | (1–0) Jegyzőkönyv | Berbatov 76'     |

| BayArena, Leverkusen Játékvezető: Manuel Mejuto González (spanyol) |

| 2004. augusztus 25. |

| Rangers      | 1–1               | CSZKA Moszkva   |
| ------------ | ----------------- | --------------- |
| Thompson 87' | (0–0) Jegyzőkönyv | Vágner Love 60' |

| Ibrox Stadium, Glasgow Játékvezető: Wolfgang Stark (német) |

| 2004. augusztus 25. |

| Club Brugge            | 2–2               | Sahtar Doneck |
| ---------------------- | ----------------- | ------------- |
| Čeh 15' 34' (11-esből) | (2–1) Jegyzőkönyv | Vukić 6' 52'  |

| Jan Breydel Stadium, Brugge Játékvezető: Steve Bennett (angol) |

| 2004. augusztus 25. |

| Trabzonspor | 0–2               | Dinamo Kijiv            |
| ----------- | ----------------- | ----------------------- |
|             | (0–2) Jegyzőkönyv | Gavrančić 6' Rincón 28' |

| Hüseyin Avni Aker Stadium, Trabzon Játékvezető: Domenico Messina (olasz) |

| 2004. augusztus 25. |

| PSV Eindhoven                                                                   | 5–0               | Crvena zvezda |
| ------------------------------------------------------------------------------- | ----------------- | ------------- |
| van Bommel 9' (11-esből) 56' Beasley 32' de Jong 57' Vennegoor of Hesselink 80' | (2–0) Jegyzőkönyv |               |

| Philips Stadion, Eindhoven Játékvezető: Valentin Ivanov (orosz) |

| 2004. augusztus 25. |

| Manchester United         | 3–0               | Dinamo București |
| ------------------------- | ----------------- | ---------------- |
| Smith 47' 50' Bellion 70' | (0–0) Jegyzőkönyv |                  |

| Old Trafford, Manchester Játékvezető: Markus Merk (német) |

| 2004. augusztus 24. |

| Internazionale                          | 4–1               | FC Basel       |
| --------------------------------------- | ----------------- | -------------- |
| Adriano 1' 52' Stanković 12' Recoba 59' | (2–0) Jegyzőkönyv | 49' Sterjovski |

| San Siro, Milánó Nézőszám: 40 000 Játékvezető: Anders Frisk (svéd) |

| 2004. augusztus 24. |

| Anderlecht                               | 3–0               | Benfica |
| ---------------------------------------- | ----------------- | ------- |
| Dindane 34' 59' Jestrović 73' (11-esből) | (1–0) Jegyzőkönyv |         |

| Constant Vanden Stock Stadium, Brüsszel Játékvezető: Stefano Farina (olasz) |

| 2004. augusztus 24. |

| Deportivo La Coruña         | 3–0               | Shelbourne |
| --------------------------- | ----------------- | ---------- |
| Víctor 59' 65' Pandiani 88' | (0–0) Jegyzőkönyv |            |

| Estadio Riazor, A Coruña Játékvezető: Alain Hamer (luxemburgi) |

| 2004. augusztus 25. 18:00 |

| Makkabi Tel-Aviv | 1–0               | PAÓK |
| ---------------- | ----------------- | ---- |
| L. Cohen 8'      | (1–0) Jegyzőkönyv |      |

| Bloomfield Stadium, Tel-Aviv Nézőszám: 12 000 Játékvezető: Ľuboš Micheľ (szlovák) |

| 2004. augusztus 24. |

| AS Monaco                                                                   | 6–0               | ND Gorica |
| --------------------------------------------------------------------------- | ----------------- | --------- |
| Chevantón 18' Bernardi 32' El Fakiri 42' Kallon 47' Adebayor 84' (11-esből) | (3–0) Jegyzőkönyv |           |

| Stade Louis II, Monaco Játékvezető: Mike Riley (angol) |

| 2004. augusztus 25. |

| Real Madrid              | 3–1               | Wisła Kraków |
| ------------------------ | ----------------- | ------------ |
| Ronaldo 3' 31' Pavón 85' | (2–0) Jegyzőkönyv | Gorawski 89' |

| Estadio Santiago Bernabéu, Madrid Játékvezető: Kim Milton Nielsen (dán) |